# David May (Fußballspieler)
David May (* 24. Juni 1970 in Oldham) ist ein ehemaliger englischer Fußballspieler. Der Innenverteidiger, der zeitweise auch als rechter Außenverteidiger eingesetzt wurde, begann seine aktive Karriere bei den Blackburn Rovers, bevor er 1994 zu Manchester United wechselte und dort innerhalb kurzer Zeit zwei englische Meisterschaften (1996 & 1997) und den FA Cup (1996) gewann. Anschließend sorgten gleichsam Verletzungen und hochkarätige Neueinkäufe wie die von Jaap Stam und Henning Berg dafür, dass May dauerhaft ins Hintertreffen geriet und bis zum Ende der Saison 2002/03 nur noch Ergänzungsspieler bei „United“ war. Nach einer letzten Zweitligasaison für den FC Burnley endete Mays Profilaufbahn im Sommer 2004.

## Profikarriere

### Blackburn Rovers (1988–1994)
Gut eine Woche vor seinem 18. Geburtstag unterzeichnete der bei den Blackburn Rovers ausgebildete David May seinen ersten Profivertrag und absolvierte für den damaligen Zweitligisten am 1. April 1989 gegen Swindon Town (1:1) sein Ligadebüt für die „erste Mannschaft“. Obwohl er weder in den restlichen acht Meisterschaftsspielen noch in den anschließenden Playoff-Partien der Saison 1988/89 zum Einsatz kam, kehrte er in dem damals von Don Mackay trainierten Team zu Beginn der Spielzeit 1989/90 als Stammspieler zurück. Bis Anfang Dezember 1989 stand er 16 Mal in der Startformation, bevor ihn der altgediente David Mail wieder ablöste. Erst im Januar 1991 kehrte er in Vertretung von Keith Hill regelmäßiger in die erste Elf zurück, aber bis zum Ende der Saison 1991/92 ließ der sportliche Durchbruch für den zwar auf diversen zentralen Defensivpositionen körperlich robust agierenden, technisch aber auch etwas limitiert wirkenden May auf sich warten.
Erst unter dem neuen Trainer Kenny Dalglish gelang ihm der ersehnte Entwicklungssprung, wenngleich er unmittelbar nach dessen Verpflichtung Mitte Oktober 1991 zunächst einmal wieder seinen Platz räumen musste. Nur noch zwei Ligaspiele absolvierte er anschließend in der regulären Saison, bevor er in den Playoffs gegen Derby County (4:2; 1:2) und Leicester City (1:0) plötzlich – da zuvor nur selten erprobt – als Rechtsverteidiger auflief und somit maßgeblichen Anteil am Aufstieg in die 1992 neu geschaffene Premier League hatte. In den folgenden beiden Erstliga-Jahren avancierte May in Blackburn zum Stammspieler, bestritt zumeist auf der rechten Seite 74 Premier-League-Spiele und war an dem „Himmelssturm“ des Klubs beteiligt, der zunächst auf dem vierten Rang endete und 1994 in die Vizemeisterschaft mündete. Trotz dieser Erfolge endete Mays Zeit bei den „Rovers“ mit einem bitteren Beigeschmack. Da ihm ein lukratives Transferangebot von Manchester United vorlag, ging er entsprechend selbstbewusst in die Vertragsverhandlungen, verlangte im Falle einer Weiterbeschäftigung die Erhöhung seines Wochensalärs von 500 auf 4.000 Pfund und verwies dabei auf die 9.000 Pfund, die Mannschaftskamerad Alan Shearer damals einstrich. Sämtliche Einigungsversuche misslangen und für eine Ablösesumme von 1,4 Millionen Pfund wechselte May im Juli 1994 zu den „Red Devils“ nach Manchester.

### Manchester United (1994–2003)
Im Team von Alex Ferguson diente May zunächst lediglich als Ersatz für Paul Parker und er tat sich schwer damit, seine vormals gute Form als Rechtsverteidiger zu bestätigen. Erst bei seinen gelegentlichen Auftritten im Abwehrzentrum machte er mit gutem Positions- und Kopfballspiel auf sich aufmerksam, erzielte in dieser Funktion auch die ersten drei Pflichtspieltore für den neuen Klub und meldete Ansprüche an, als langfristiger Nachfolger für den 34-jährigen Steve Bruce bereitzustehen. Hinter den beiden Innenverteidigern Steve Bruce und Gary Pallister stand er aber zunächst auch in der Saison 1995/96 noch hintenan. Gemeinsam mit Kapitän Bruce bildete er schließlich in drei aufeinander folgenden Partien gegen den FC Chelsea, Sheffield Wednesday und den FC Liverpool ein gutes Duo und nahm auch seine nächste Bewährungschance wahr, als Bruce zum Ende der Saison mit Oberschenkelproblemen zu kämpfen hatte. Dabei vertrat er diesen auch im FA-Cup-Endspiel, das United mit 1:0 gegen Liverpool gewann. Komplettiert wurde dieser Erfolg zu einem „Double“ nach dem Gewinn der englischen Meisterschaft, in deren Verlauf May 16 Mal zum Einsatz gekommen war. Als Bruce schließlich mit seinem Weggang aus Manchester den Platz für May freimachte, stieg dieser zum Stammspieler auf. Er war nur einer von vier United-Spielern, die Ferguson in allen vier Wettbewerben einsetzte und on 41 Pflichtspielen der Saison 1996/97 schoss er vier Tore. Dazu gehörte der erste Treffer zum 4:0-Viertelfinalsieg gegen den FC Porto, der gleichsam für eine vorherige Enttäuschung entschädigte, als er im Gruppenspiel gegen Fenerbahçe Istanbul mit seiner Schulter ins eigene Tor getroffen und die 0:1-Niederlage für ein Ende der 40-jährige Serie ohne Heimniederlage in Europapokalspielen gesorgt hatte. Dessen ungeachtet verteidigte er mit den Red Devils die englische Meisterschaft. Zudem wurde er von Glenn Hoddle erstmals in den Kader der englischen A-Nationalmannschaft berufen.
Dass ihm die weitere Fortführung der Karriere auf höchstem Level versagt blieb, kündigte sich in der Vorbereitung zur Saison 1997/98 an, als sich May einen Muskelfaserriss zuzog, dann wegen anhaltender Knieprobleme um seine Fitness kämpfte und bis Februar 1998 nicht mehr in der Startelf stand. Obwohl er im Oktober 1997 noch einen neuen Sechsjahresvertrag unterzeichnete, hatte Ferguson mit der Verpflichtung von Henning Berg zwei Monate zuvor bereits für eine weitere Verstärkung im Defensivbereich gesorgt, die Mays Perspektiven mittelfristig deutlich verschlechterte. Dazu gesellte sich in der Saison 1998/99 mit dem niederländischen Nationalspieler Jaap Stam neue hochkarätige Konkurrenz und da May weiter unter einer Serie von Verletzungen litt, kam er auf nur sechs Ligaspiele, was trotz seines Einsatzes beim vorentscheidenden 2:1-Sieg bei Tottenham Hotspur nicht für den Erhalt einer offiziellen Meistermedaille genügte. Begünstigt durch allgemein große Probleme im Kader aufgrund von Blessuren und Sperren stand er für United immerhin im FA-Cup-Endspiel gegen Newcastle United (2:0) in der Startformation und saß im Champions-League-Endspiel gegen den FC Bayern München (2:1) auf der Ersatzbank. Größere Bekanntheit erlangte er dabei, dass er, obwohl er nicht eine Minute während der Champions-League-Saison auf dem Platz gestanden hatte, die Siegerfeierlichkeiten anführte und sich ins Zentrum „drängte“.
An seiner misslichen Lage änderte sich aber auch in der Saison 1999/2000 wenig und zum Jahresende lieh man ihn an den Zweitligisten Huddersfield Town aus, das damals von dem mittlerweile zum Trainer aufgestiegenen Steve Bruce betreut wurde. Aber auch dort blieb ihm das Pech treu und in seinem einzigen Spiel für die „Terriers“ verletzte er sich erneut und kehrte vorzeitig zur Behandlung nach Manchester zurück. Mühsam feilte er dort an seiner Fitness, musste dann aber während des Trainings im April 2000 einen weiteren Rückschlag hinnehmen. Fast ein Jahr nach seinem letzten Profieinsatz kehrte er im November 2000 in die Reservemannschaft zurück, wo er sich nach nur zwei Minuten mit Oberschenkelproblemen ein weiteres Mal verabschiedete. Erst zum Ende der Saison gewährte ihm Ferguson „ehrenhalber“ zwei Einsätze, nachdem der Gewinn einer weiteren Meisterschaft bereits sichergestellt worden war. Als Jaap Stam im September 2001 plötzlich den Klub verließ, fand sich May gegen Ipswich Town (4:0) plötzlich wieder in der Startformation vor, aber nach nur zwei weiteren Pflichtspieleinsätzen verhinderten die alten Probleme ein nachhaltiges „Comeback“. In der Saison 2002/03 kam er im Dezember 2002 per später Einwechslung in Anfield gegen den FC Liverpool (2:1) für Manchester United zu seinem letzten Premier-League- und zwei Tage im Ligapokal zum finalen Pflichtspiel-Einsatz. Im Sommer 2003 endete Mays Vertrag in Manchester, der dann – wenig überraschend – auch nicht mehr verlängert wurde.

### FC Burnley (2003–2004)
Ablösefrei zog es May im August 2003 zum Zweitligisten FC Burnley, wo er die etwas löchrig wirkende Defensive verstärken und mit Erfahrung versehen sollte. Bei den „Clarets“ war er trotz gelegentlicher Verletzungspausen (und Sperren) mit 39 Pflichtspielen auf Anhieb Stammkraft, sorgte zudem bei Standardsituation in gegnerischen Strafräumen für Gefahr und schoss vier Ligatore. Es war jedoch Mays letztes Jahr im Profifußball. Im Juni 2004 verabschiedete er sich von der großen Bühne und heuerte zwecks Karriereausklang beim niederklassigen Bacup Borough im Amateurbereich an.

## Titel/Auszeichnungen
- UEFA Champions League (1): 1999
- Englische Meisterschaft (2): 1996, 1997
- FA Cup (2): 1996, 1999
- Charity Shield (2): 1994, 1996